# Larisa Oleynik

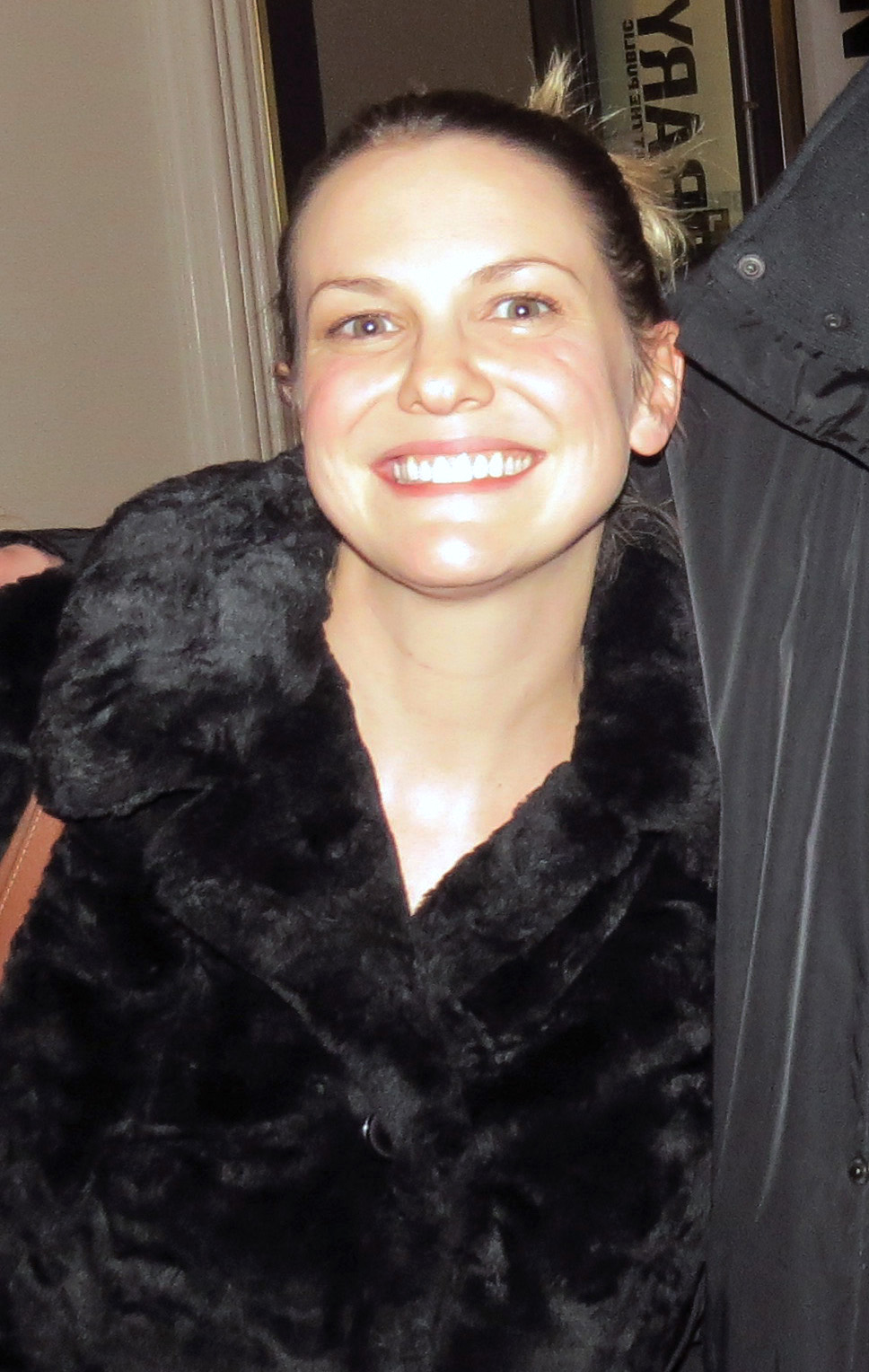
Larisa Oleynik, 2015

Larisa Romanovna Oleynik (* 7. Juni 1981 im Santa Clara County, Kalifornien) ist eine US-amerikanische Schauspielerin.

## Leben
Oleynik, die in San Francisco aufwuchs, begann bereits im Alter von acht Jahren im Theater aufzutreten. Ihre erste Rolle war die der Cosette in Les Misérables.
Mit ihrem Partner auf der Bühne, Rider Strong, sollte sie wenige Jahre später erneut aufeinandertreffen, als sie eine Gastrolle in der Fernsehserie Das Leben und Ich übernahm, in der Strong eine der Hauptrollen verkörperte. Ihr Fernsehdebüt gab sie jedoch 1993 in einer Episode von Dr. Quinn – Ärztin aus Leidenschaft.
Ihre erste Hauptrolle übernahm Oleynik in Was ist los mit Alex Mack?. Die Rolle der Alex Mack machte sie teilweise auch in Europa bekannt. 2011 war sie für sechs Folgen als Nebendarstellerin in der Serie Hawaii Five-0 zu sehen.
Oleynik besuchte das Sarah Lawrence College in Bronxville (New York) und machte dort 2004 ihren Abschluss.

## Filmografie (Auswahl)
- 1993: Dr. Quinn – Ärztin aus Leidenschaft (Dr. Quinn, Medicine Woman, Fernsehserie, Folge 1x13)
- 1993: Atemlose Flucht (River of Rage: The Taking of Maggie Keene)
- 1995: Pete & Pete (The Adventures of Pete & Pete, Fernsehserie, Folge 3x05)
- 1995: Angriff der Schnullerbrigade (The Baby-Sitters Club)
- 1994–1998: Was ist los mit Alex Mack? (The Secret World of Alex Mack, Fernsehserie, 79 Folgen)
- 1996, 1998: Das Leben und Ich (Boy Meets World, Fernsehserie, 3 Folgen)
- 1998–2000: Hinterm Mond gleich links (3rd Rock from the Sun, Fernsehserie, 21 Folgen)
- 1999: 10 Dinge, die ich an Dir hasse (10 Things I Hate About You)
- 2000: A Time For Dancing
- 2000: Eins, zwei, Pie – Wer die Wahl hat, hat die Qual (100 Girls)
- 2001: Ein amerikanischer Traum (An American Rhapsody)
- 2003: Bringing Rain
- 2005: Malcolm mittendrin (Malcolm in the Middle, Fernsehserie, Folge 7x08)
- 2006: Pope Dreams
- 2006: Pepper Dennis (Fernsehserie, 2 Folgen)
- 2008: Together Again for the First Time
- 2007: Relative Obscurity
- 2008: Broken Windows
- 2009: Psych (Fernsehserie, Folge 4x08)
- 2010–2012: Mad Men (Fernsehserie, 4 Folgen)
- 2011, 2014: Hawaii Five-0 (Fernsehserie, 7 Folgen)
- 2012: Mike & Molly (Fernsehserie, Folge 2x20)
- 2012: Atlas Shrugged: Part II
- 2012–2014: Pretty Little Liars (Fernsehserie, 7 Folgen)
- 2013: Orenthal: The Musical
- 2019: Don’t go in the Woods: Es wartet auf dich! (Animal Among Us)
- 2021: We Broke Up
- 2023: Erin & Aaron (Fernsehserie, 12 Folgen)

## Auszeichnungen
- Fünf Young-Artist-Award-Nominierungen
- Drei Young-Star-Award-Nominierungen